# Trichomonadea
Classe
Les Trichomonadea sont une classe de protozoaires de l'embranchement des Metamonada.

## Liste des ordres
Selon GBIF (20 novembre 2021) :
- Cristamonadida
- Lophomonadida
- Spirotrichonymphida

Selon AlgaeBase (20 novembre 2021) :
- Honigbergiellida
- Trichomonadida
- Tritrichomonadida

Selon BioLib (20 novembre 2021) :
- Lophomonadida Light, 1927
- Spirotrichonymphida Grassé, 1952
- Trichomonadida Kirby, 1947

Selon l'IRMNG (20 novembre 2021) :
- Cristamonadida
- Spirotrichonymphida
- Trichomonadida

Selon The Taxonomicon (20 novembre 2021) :
- Trichomonadida Kirby, 1947
- Tritrichomonadida Čepička et al., 2010
- sous-classe Cristomonadia Cavalier-Smith, 2012
  - Cristamonadida Brugerolle & Patterson, 2001
  - Spirotrichonymphida Grassé, 1952

## Systématique
Le nom scientifique de ce taxon est Trichomonadea, choisi en 1947 par le microbiologiste américain Harold Kirby (en).
Trichomonadea a pour synonymes :
- Hypermastigia[1]
- Parabasalia[1]
- Trichomonadophyceae[2]